# PCC-782 광명
PCC-782 광명은 대한민국 해군이 운용하는 포항급 초계함 중 하나이다.

## 개발 및 설계
포항급은 한국의 여러 조선소에서 제작한 일련의 초계함이다. 이 급은 24척으로 구성되어 있으며 일부는 퇴역 후 판매되거나 다른 국가에 제공되었다. 플라이트 II부터 플라이트 VI까지 이 급에는 5가지 유형의 디자인이 있다.

## 진수
1989년 10월 27일 HJ중공업에 의해 진수됐다. 이 선박은 1990년 7월 9일 취역했다.

## 실전 사례
1998년 12월 18일 여수 반잠수정 침투 사건에서 해군 초계함 광명함의 40㎜ 함포사격에 명중돼 북한 반잠수정이 가라앉기 시작, 오전 6시 50분께 완전 침몰시켰다. 그밖에 2017년 포술 최우수 전투함으로 선정되었다.